# NGC 6441
NGC 6441 è un ammasso globulare visibile nella costellazione dello Scorpione.

## Osservazione

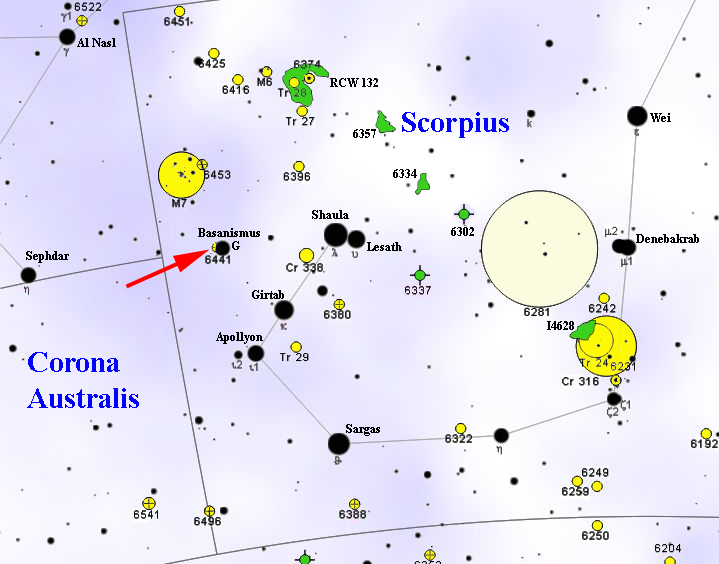
Mappa per individuare NGC 6441.

Si individua con grande facilità nella parte sudorientale della costellazione, poiché si trova a soli 4' a est dalla brillante stella G Scorpii, al punto che pare quasi costituirne una sorta di riflesso fantasma; il chiarore di questa stella costituisce un parziale ostacolo alla sua osservazione e in particolare alla sua risoluzione in stelle, dato che vi si trova immerso. Con piccoli strumenti appare come una macchia di aspetto quasi stellare, mentre per iniziare un'accennata risoluzione occorrono telescopi da 200mm di apertura; il nucleo è particolarmente denso, mentre verso sud sono visibili alcune deboli concatenazioni di stelle.
A causa della sua declinazione piuttosto meridionale, questa nebulosa può essere osservata principalmente da osservatori situati nell'emisfero australe della Terra, sebbene sia comunque osservabile discretamente anche fino alle latitudini temperate medie. Il periodo migliore per la sua osservazione nel cielo serale è quello compreso fra giugno e ottobre.

## Storia delle osservazioni
L'ammasso è stato scoperto da James Dunlop nel 1826 con suo riflettore da 9 pollici e l'anno successivo lo inserì nel suo catalogo; fu poi riosservato da John Herschel, che lo descrisse come un oggetto formato da minute stelline, forse di magnitudine 18 o 20, luminoso e di forma circolare. Una descrizione ridotta è stata fornita nel New General Catalogue, edito nel 1888.

## Caratteristiche
NGC 6441 è un ammasso globulare fra i più concentrati che si conoscano, avendo classe di concentrazione 3 su una scala da 1 a 12; la sua distanza è stimata sui 11700 parsec (38100 anni luce). La sua metallicità è piuttosto bassa e la sua età è stimata attorno ai 13,5 miliardi di anni, ossia uno dei più antichi conosciuti.
L'ammasso è piuttosto ricco di stelle variabili, in particolare del tipo RR Lyrae; uno studio condotto tramite il Telescopio Spaziale Hubble ha permesso di scoprire 57 variabili, fra le quali 38 di tipo RR Lyrae, 6 Cefeidi classiche e 12 variabili di lungo periodo. Uno studio successivo ha individuato nell'ammasso quattro pulsar, una delle quali è in realtà un sistema doppio di pulsar, noto con la sigla NGC 6441A. NGC 6441 è anche uno dei pochi ammassi globulari conosciuti ad ospitare una nebulosa planetaria; la nebulosa è catalogata con la sigla JaFu 2.